# Entre-deux-Guiers
Entre-deux-Guiers este o comună în departamentul Isère din sud-estul Franței. În 2009 avea o populație de 1.742 de locuitori.

## Evoluția populației
| An        | 1975  | 1982  | 1990  | 1999  | 2006  | 2009  |
| --------- | ----- | ----- | ----- | ----- | ----- | ----- |
| Populație | 1.501 | 1.459 | 1.544 | 1.477 | 1.631 | 1.742 |